# Lacuna vaginata
Lacuna vaginata är en snäckart som först beskrevs av Dall 1918.  Lacuna vaginata ingår i släktet Lacuna och familjen strandsnäckor. Inga underarter finns listade i Catalogue of Life.